# リトビネンコ事件
リトビネンコ事件（リトビネンコじけん）は、ロシア連邦保安庁（FSB）およびKGBの元職員であったアレクサンドル・リトビネンコが、2006年11月1日に亡命先のイギリス・ロンドンで放射性物質のポロニウム210を盛られ、約3週間後の11月23日に急性放射線症候群で死亡した事件 。欧州人権裁判所は2021年9月、リトビネンコの毒殺が合理的な疑いの余地なくアンドレイ・ルゴボイとドミトリー・コフトンの両名によって実行され、またロシアによる国家的関与の明白な証拠が存在するとの判断を示し、ロシア政府に対してリトビネンコの未亡人に賠償金を支払うよう命じた。

## 背景
アレクサンドル・リトビネンコは1988年から1999年にかけてKGBおよび後継組織のロシア連邦保安庁（FSB）の職員を務めたが、1998年に有力なオリガルヒであるボリス・ベレゾフスキーの暗殺を指示されたことを公表し、それ以降ロシア当局から迫害を受けたため、2000年にイギリスに亡命し、2006年にはイギリス国籍を取得していたとされる。亡命後のリトビネンコは共著した『Blowing up Russia: Terror from Within』の中で、FSBが1999年のロシア高層アパート連続爆破事件をはじめとするテロを自作自演で引き起こすことで、ロシアによるチェチェンへの侵攻を正当化し、ウラジーミル・プーチンを権力の座に押し上げたと主張した。リトビネンコはまた、ロシアの諜報機関はチェチェン人の協力者を通じて2002年のモスクワ劇場占拠事件を工作しており、それ以前にも1999年のアルメニア議会銃撃事件を仕組んでいたと主張しており、テロリストのアイマン・ザワーヒリーは1997年にロシアを訪問した時点でFSBの支配下にあったと述べていた。
リトヴィネンコはロンドンで、同じくイギリスに亡命中であり、反ロシア政府運動をメディアで展開するベレゾフスキーへの支援を続けており、ジャーナリストのアンナ・ポリトコフスカヤが2006年10月7日に殺害された後には彼女の暗殺を指令したとしてプーチンを糾弾していた。

## 経緯
2006年11月1日の夜、リトビネンコは突如として嘔吐や血の混じった下痢などの症状に苦しみ始めた。体調が悪化する数時間前、リトビネンコはロンドンのミレニアム・ホテル内の「パイン・バー」で友人の元KGB職員アンドレイ・ルゴボイおよびドミトリー・コフトンと会っており、その際に緑茶を口にしていた。また、それ以前にはロンドン・ピカデリーの寿司レストラン「itsu」でイタリア人の研究者マリオ・スカラメッラと昼食をともにしており、その際にスカメッラからアンナ・ポリトコフスカヤの死の真相に関する文書を受け取ったとされている。次第に痛みは激しさを増したため、リトビネンコは妻に救急車を呼ぶよう頼み、2006年11月3日に入院した。

### 毒物の特定
2006年11月3日、リトビネンコは「エドウィン・カーター」の偽名で北ロンドンのバーネット病院に入院した。当初は胃腸炎と診断され、抗生物質による治療を受けた。しかし症状は悪化を続けたため、リトビネンコは医師に本当の身元を明かした上で、自分は暗殺者により毒物を盛られたのだと主張した。11月17日、リトビネンコは集中治療のためロンドン中心部のユニバーシティ・カレッジ病院に移された。リトビネンコはその症状からタリウム中毒を疑われており、実際に体内からタリウムが検出されたとの報道もあった。リトビネンコには脱毛が見られ、これはタリウム中毒に特徴的な症状の1つだった。それと同時に、タリウムの放射性同位体などによる放射線障害の可能性も疑われたが、ガイガーカウンターで身体を検査しても異常は検出されなかった。その後、リトビネンコの血液と尿のサンプルが英国核兵器機関（AWE）に送られ、AWEの科学者がガンマ線分光分析によって検査した結果、正常レベルをかろうじて上回るガンマ線のスパイク波形が確認された。BBCの報道によれば、この珍しいスパイク波形についての話し合いを偶然耳にした1人の科学者が、それがポロニウム210（210Po）の放射性崩壊によるガンマ線の信号であることを初めて認識した。
210Poは一般によく見られる放射線源とは異なり、多量のアルファ線（アルファ粒子）を放出する一方で、ガンマ線の放出は極めて微量という特徴がある。アルファ線はガンマ線とは異なり1枚の紙や人間の表皮でも遮断されるため、一般的な放射線計測器で検出することは困難であり、実際に病院でのガイガーカウンターを用いての検査では異常が発見されなかった。アルファ線はガンマ線と同じく放射線損傷を引き起こすが、前述のように表皮によって遮断されるため、アルファ線放出物質は体内に摂取・吸入された場合にのみ重篤な被害をもたらすとされる。リトビネンコの死の前日である11月22日の夜、担当の医師らに毒物が210Poである可能性が高いことが伝えられた。翌日、尿のサンプルにアルファ線検出のための分光分析検査が行われた結果、毒物が210Poであることが確定された。

### リトビネンコの死
入院後、数週にわたってリトビネンコの病状は悪化を続け、医師たちは病因を探し続けた。死を目前にしたリトビネンコは、事件を捜査する刑事らに対して、ウラジーミル・プーチンが自らの暗殺を直接指令したと主張した。死の3日前、治療を受けるリトビネンコの写真が撮影され、一般に公開された。リトビネンコは「彼らが私に何をしたのかを世界に見て欲しい」と語っていた。
リトビネンコの死後まもなく、イギリス健康保護庁 (HPA) は、リトビネンコの体内から放射性核種のポロニウム210（210Po）が大量に検出されたことを発表した。

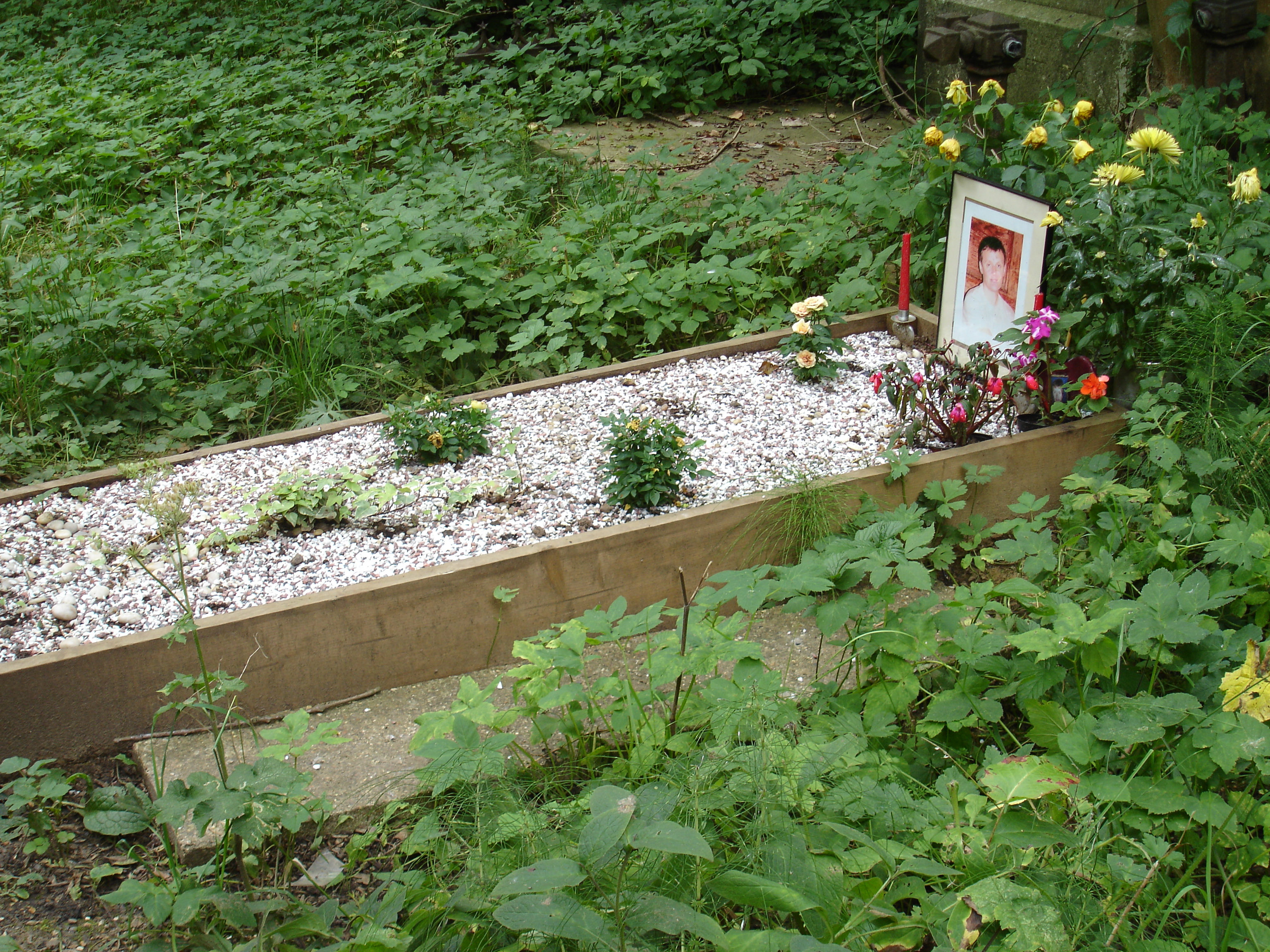
ロンドンのハイゲイト墓地にあるリトビネンコの墓

2006年11月22日の深夜、リトビネンコは心不全を起こし、翌23日の午後９時21分に死亡した。死因は急性放射線症候群とされている。
検視は12月1日に行われ、分析の結果リトビネンコが摂取した210Poの放射能は4.4ギガベクレル（GBq）と推定された。
リトビネンコの葬儀は12月7日にロンドン中央モスクで挙行され、遺体はその後ハイゲイト墓地に埋葬された。
2006年11月24日、リトビネンコが死の2日前に口述した声明が、友人のアレクサンダー・ゴールドファーブによって読み上げられた。声明にはプーチンに宛てた以下のような内容が含まれた。
あなたは私を沈黙させることに成功したかもしれない。しかし、この沈黙には代償が伴う。あなたは自分が最も敵対的な批判者たちが主張してきた通りに野蛮で非情であることを示した。あなたは自分が生命と自由、いかなる文明的価値への敬意を持たないことを示した。あなたは自分が大統領職に値しない人物であり、文明的な人々からの信頼に値しない人物であることを示した。あなたは1人の男を沈黙させることに成功したかもしれない。しかし、世界中からの抗議の咆哮は、プーチン殿、あなたの耳の中で死ぬまで反響し続けるだろう。私だけでなく、愛すべきロシアとその人々に対してあなたが犯した行為を、神が許し給わんことを。

## 捜査
2006年12月6日、ロンドン警視庁はリトビネンコの死が殺人事件として扱われることを発表した。リトビネンコ事件の捜査には国際刑事警察機構（インターポール）も協力し、「イギリス、ロシア、ドイツの警察間での迅速な情報交換」を提供するものとされた。ロンドン警視庁は最盛期には100人以上の刑事を動員して捜査を行った。

### ポロニウムの痕跡
リトビネンコの殺害にポロニウム210が使用されたことが発覚すると、イギリス健康保護庁はただちに科学者のチームを編成し、放射能汚染の範囲についての調査を行った。ポロニウムによる汚染は、ロンドン内外の40カ所以上の地点で検出され、捜査当局はそれらの痕跡がルゴボイとコフトンが2006年10月から11月にかけて3度にわたりロンドンを訪れた際の足跡と一致することを発見した。
最初にポロニウムの痕跡が残されたのは、ルゴボイとコフトンがリトビネンコに会うためモスクワからロンドンを訪れた2006年10月16日とされる。この日、2人はメイフェア地区の民間警備会社「エリニス」の重役会議室でリトビネンコと会談し、その後ピカデリー・サーカスの寿司レストラン「itsu」にてリトビネンコと昼食をとっていた。重役会議室からは極度のポロニウム汚染が検出され、ルゴボイとコフトンはこの場所で初めてリトビネンコにポロニウムを投与することを試みたと推察されている。しかし、この日リトビネンコが体内に取り込んだポロニウムの量は致死量には程遠く、彼は一時的に体調を崩し、嘔吐の症状が現れたもののそれ以上の健康被害はなかった。ポロニウムによる汚染は、この日に「itsu」で3人が使用したテーブルと、コフトンとルゴボイがそれぞれ宿泊したホテルの部屋でも検出された。2人は10月17日にホテルを予定よりも早くチェックアウトして別のホテルに移り、その翌日にはロンドンを離れた。
その後、ルゴボイは2006年10月25日から10月28日にかけ単身で再びロンドンを訪れた。この期間にルゴボイが宿泊したホテルの部屋からは極度のポロニウム汚染が検出されている。ルゴボイはホテル内のティールームでリトビネンコに面会したが、何らかの理由（監視カメラの存在など）によってポロニウムの混入を断念した。暗殺の試みが失敗したのち、ルゴボイはポロニウムをホテルの部屋の洗面台に流して処分し、ロンドンを離れた。
2006年10月31日、ルゴボイは家族や友人を引き連れて再びロンドンを訪れた。ルゴボイは、訪問の目的は11月1日に開催されるサッカーの試合を観戦することであったと主張している。コフトンもまた、11月1日にドイツ・ハンブルクからの飛行機でロンドンに到着した。

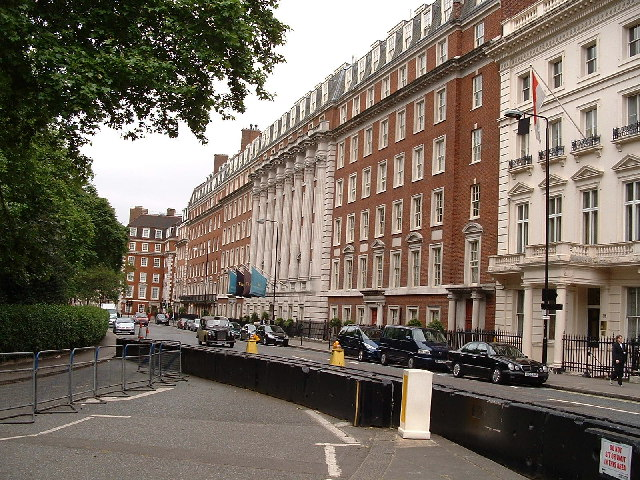
リトビネンコが11月1日に毒物を盛られた現場とされるミレニアム・ホテル

2006年11月1日の午後5時ごろ、リトビネンコはグローブナー・スクエアの「ミレニアム・ホテル」で待つルゴボイとコフトンを訪れた。リトビネンコがホテルまでの移動に使用したバスからは放射能汚染が検出されなかったが、ホテルでは多量の汚染が検出された。現場となったのはミレニアム・ホテル内の「パイン・バー」であり、リトビネンコの証言によれば、バーに到着した際にはすでにテーブルの上にティーポットが置かれており、彼は着席したのちにポットから緑茶をティーカップに注いで２、３口を飲んだ。のちに、バーで使用されたティーポットの1つから極度のポロニウム汚染が検出された。また、汚染はポットの注ぎ口で特に顕著であった。ミレニアム・ホテルにおける極度のポロニウム汚染は、コフトンが宿泊していた部屋（382号室）のバスルームからも検出された。
リトビネンコはミレニアム・ホテルを離れたのち、ボリス・ベレゾフスキーの事務所に立ち寄った。リトビネンコが事務所で使用したファックスからはのちに放射能汚染が検出された。午後6時、アフメド・ザカエフがリトビネンコを車に乗せ、自宅まで送った。この時リトビネンコが残した放射能汚染によってザカエフの車は使用不能の状態となった。深刻な汚染は自宅からも検出され、リトビネンコの妻は安全のため家を離れることを余儀なくされた。
当日の午後3時ごろにピカデリー・サーカスの「itsu」でリトビネンコと昼食をとっていたマリオ・スカラメッラは、事件発覚後に検査を受けた結果、致死量を大きく上回るポロニウム210を摂取していたと医師から告げられたと主張したが、実際にはスカラメッラとリトビネンコがこの日に使用したテーブルから放射性物質による汚染は検出されなかった。11月30日には、更なる検査の結果、スカラメッラはポロニウムによる汚染を受けていなかったことが判明したと報告された。
ルゴボイは11月1日にリトビネンコと別れたのち、ロンドン北部のエミレーツ・スタジアムでサッカーの試合（アーセナル対CSKAモスクワ）を観戦し、その後コフトンとともに11月3日の飛行機でロンドンからモスクワに出発した。のちに、エミレーツ・スタジアムおよび両者が11月3日の帰国時に使用した飛行機から放射能汚染が検出された。

### イギリス政府による引渡し要求
2006年12月3日、イギリス外相マーガレット・ベケットが、リトビネンコ事件に関係があるとされる少なくとも5名のロシア人の事情聴取の許可をロシア政府に対して要求したこと、ロシア外相セルゲイ・ラブロフがリトビネンコの死について「具体的な質問」があった場合には回答する用意があると発言したことが報じられた。ロシアの検事総長ユーリ・チャイカは12月5日、ロシア市民がリトビネンコの毒殺について罪に問われる場合、イギリスではなくロシアで裁きを受けることになり、またイギリスの刑事によるロシア市民への事情聴取はロシアの検察が同席する場合にのみ許可されると表明した。
イギリス当局はリトビネンコ殺害事件についてアンドレイ・ルゴボイの刑事責任を問う姿勢を明らかにし、2007年5月28日にはイギリス外務省がロシア政府に対してルゴボイの引き渡し要求を正式に申請した。

### ロシア政府による引渡しの拒否
2007年7月5日、ロシア検察庁はルゴボイのイギリスへの引き渡し要求を却下することを表明し、その理由としてロシア連邦憲法において自国民の引き渡しは禁じられていると述べた。その後、ロシア当局はイギリス側がルゴボイの犯行を示す証拠を一切開示しなかったと主張した。
2008年7月、日本で行われた第34回主要国首脳会議において、イギリスの首相ゴードン・ブラウンがロシアの大統領ドミートリー・メドヴェージェフとルゴボイの引き渡しについて議論したが、有意義な合意に至ることはできなかった。同月にはイギリス情報局保安部（MI5）の職員とされる情報源がBBCのニュース番組で「リトビネンコ事件に国家が関与したという非常に強い証拠がある」との見解を示した。

### イギリス政府による公開調査
2016年1月、イギリス政府の公開調査委員会は、リトビネンコ毒殺事件の責任がアンドレイ・ルゴボイとドミトリー・コフトンの両名にあるとの判断を下した。委員会はさらに、両者はロシア連邦保安庁（FSB）の指示下で行動していた強い疑いがあり、暗殺の実行はFSB局長ニコライ・パトルシェフおよびロシア大統領ウラジーミル・プーチンからの認可を受けていた可能性が高いとの見解を示した。

### 欧州人権裁判所による判決
2021年9月、欧州人権裁判所 (ECHR) はリトビネンコ殺害の責任がロシアにあるとの判断を下した。ECHRによる判断は公開調査委員会による判断と一致しており、暗殺が「合理的な疑いの余地なく」アンドレイ・ルゴボイとドミトリー・コフトンの両名によって実行され、「国家的関与の明白な証拠」が存在し、両者がロシア国家の代理人として行動したという見方には説得力があって、ロシアは事件の調査および容疑者の特定・処罰を怠ったと結論づけた。ECHRはさらに、リトビネンコの死が「通常見られない毒物の調達、ルゴボイ・コフトン両名の移動の手配、幾度にもわたる継続的な毒殺の試みから成る計画的かつ複雑な作戦」の結果であったと述べた。
ECHRはロシア政府に対し、本件の申立人であるリトビネンコの未亡人に非金銭的損害の賠償として100,000ユーロ、諸経費として22,500ユーロを支払うよう命じたが、ロシア大統領報道官
ドミトリー・ペスコフはECHRの判決を「事実無根」と非難し、賠償金の支払いを拒否することを表明した。

## ロシアの反応
事件発覚後、ロシアのメディアや政治家は、リトビネンコの殺害にはボリス・ベレゾフスキーが関与しており、事件はロシア大統領ウラジーミル・プーチンを貶めるための謀略であると主張した。元FSB長官で、リトビネンコの上司でもあったニコライ・コヴァレフは2006年11月、事件が「ベレゾフスキーの手によるものに見え、いかなる情報機関の関与もないと言い切れる」との見解を示した。同月、ロシア政府の情報機関である対外情報庁（SVR）は事件への関与を否定する声明を出し、リトビネンコは暗殺を実行する価値のある重要人物ではなかったと主張した。2007年2月には、プーチン自身が定例会見でリトビネンコは「何の機密情報も知らなかった」と発言し、暗殺の動機がなかったことを示唆した。
2006年12月、リトビネンコの父ワルターは息子の殺害を指令したとしてプーチンを糾弾した。彼はFSBが暗殺に関与したことを確信していると語り、息子の暗殺は「計画的な脅迫行為」であったと主張した。その後、ワルターはイタリアで亡命生活を送ったのち、2012年にロシアへ帰国した。2018年4月、ロシア政府系メディアのRTのインタビューを受けたワルターは、CIAのエージェントであるアレクサンダー・ゴールドファーブが息子を殺害したと語り、当初から主張を一転させた。